# Palaeosyops
Palaeosyops (лат.) — род мелких бронтотериев, живших от раннего до среднего эоцена.
Они весили 600—800 кг в зависимости от вида.
Остатки этих животных встречаются в окаменелостях штата Вайоминг в основном в виде окаменелых зубов. Считается, что P. major был самым крупным, величиной с тапира. Описавший род биолог Джозеф Лейди ошибочно полагал, что Palaeosyops употребляли в пищу как растения, так и животных, поскольку у них были острые клыки. Однако теперь известно, что все бронтотерии питались только растительностью и что многие, если не большинство родов безрогих бронтотериев имели острые клыки, видимо, как для защиты от хищников, так и для внутривидовой конкуренции.

## Виды
- Palaeosyops paludosus Leidy, 1870
- Palaeosyops robustus (Marsh, 1872)